# SWAT
SWAT (абр. від англ. special weapons and tactics, укр. спеціальна зброя і тактика) — це спецпідрозділи правоохоронних органів США, члени яких набираються, навчаються, оснащуються та призначаються для вирішення критичних інцидентів, пов’язаних із загрозою громадській безпеці, які перевищують можливості традиційних правоохоронних підрозділів.

## Історія

### Походження назви
Згідно інформації, що викладена у Історичному Словнику Правоохоронної Діяльності (англ. Historical Dictionary of Law Enforcement), перша задокументована абревіатура SWAT, що означала “Special Weapons and Tactics” з’явилася у Філадельфії у 1964 році. Це було пов’язано з критичним рівнем пограбувань банків. За рішенням Департаменту поліції Філадельфії, була створена команда з 100 гарно озброєних і навчених офіцерів, які мали швидко реагувати на пограбування та інші ситуації, що вимагали від офіцерів поліції спеціальної підготовки та озброєння.

### Зародження концепції
У 1925 році в Нью-Йорку зародилася більш-менш сучасна концепція поліцейського спецпідрозділу, який повинен оперативно реагувати на різні надзвичайні ситуації. Тоді за сприяння комісара поліції Річарда Енрайта був створений автомобільний загін екстреної допомоги, це було пов’язано з наростаючим рівнем урбанізації, автомобілізації населення і розвитком організованих кримінальних угруповань, з яким звичайна поліція вже не могла ефективно впоратися.
У 1930 році на базі автомобільного загону екстреної допомоги був створений ESU, який на службі правопорядку і по сьогоднішній день. Окрім типових функцій SWAT, у завдання цього підрозділу входять пошуково-рятувальні роботи і порятунок постраждалих в ДТП.

### SWAT Лос-Анджелесу
У 1965 році департамент поліції Лос-Анджелесу почав розробляти тактику дій поліції в умовах масових заворушень, відповідно розглядалася концепція спецпідрозділу, що був би заточений на боротьбу з масовими безпорядками а не добре озброєною і організованою злочинністю. Прикладом такого у штаті Каліфорнія були поліцейські спецпідрозділи у місті Делано, де довгий час проходили фермерські акції протесту, хоча вони і не були насильницькими, місцева поліція на випередження сформувала загони, які використовували тактики контролю великих мас протестувальників, використовували спостереження і навіть снайперів для виявлення і затримання потенційних підбурювачів конфліктних ситуацій. Але все таки були побоювання через поодиноких зловмисників і організовані злочинні групи, на випадки з якими поліція могла реагувати або надто повільно, або не могла впоратися з ними. Прикладом такого можна вважати техаського стрільця Чарльза Уітмана, який упродовж 96 хвилин вбив 14 людей та поранив ще 31 особу аж поки не був виявлений та ліквідований двома офіцерами поліції.
У 1966 році сержант поліції Лос-Анджелесу Джон Нельсон запропонував ідею створення поліцейського спецпідрозділу інспектору Дерілу Гейтсу, який в свою чергу, доніс ідею Нельсона своєму керівництву. Гейтс розшифровував абревіатуру SWAT, як «Special Weapon Attack Team», проте керівництво таку назву відкинуло оскільки вона могла негативно сприйматися у суспільстві. Тодішній зам керівника департаменту поліції Лос Анджелесу Едвард Девіс порадив Гейсту змінити назву, і коли він прислухався та змінив її на сучасну (Special Weapons and Tactics), а керівництво схвалило ідею, була сформована невелика група з поліцейських-добровольців. Розвиток SWAT в його сучасному вигляді пов'язується з ім'ям Гейтса. Він писав в автобіографії «Chief: My Life in the LAPD», що він не розробляв ні тактику SWAT, ні його особливу зброю, але він підтримував концепцію SWAT і давав можливість своїм підлеглим розвивати дану концепцію, морально підтримуючи їх. Спочатку він дав взводу назву «Special Weapons Assault Team», проте у зв'язку з протестами громадськості шеф поліції Ед Девіс, начальник Гейтса, відкинув цю назву, більш відповідне для найменування військової організації. Гейтс хотів зберегти абревіатуру SWAT і змінив її розшифровку на «special weapons and tactics».
У 1967 році був сформований SWAT Лос-Анджелесу, який складався з 15 команд по 4 людини в кожній, вони були добровольцями і в результаті отримали пільги за більший, у порівнянні з іншими поліцейськими, ризик, ці пільги звісно ж в основному виражалися у підвищеній заробітній платні, крім цього офіцери повинні були постійно тренуватись у стрільбі і тактичних прийомах. В ході заворушень на загін покладався обов'язок з охорони поліцейських установ. У LAPD загони SWAT були організовані у «взвод D» столичного відділку LAPD.
Доповідь, випущена LAPD щодо перестрілки з бойовиками сімбіоністської армії звільнення в 1974 році стала першим звітом з перших рук серед департаментів, що розглядають історію, дії та організацію SWAT.
На сотій сторінці доповіді департамент посилається на чотири тенденції, що обумовили розвиток загонів SWAT. Це вуличні заворушення, такі як «Повстання в Воттсі», до яких в 1960-х LAPD та інші поліцейські департаменти виявилися погано підготовленими, загроза снайперів як виклик громадському порядку, політичні вбивства і загроза міської партизанської війни з боку озброєних груп. LAPD сформувала SWAT у зв'язку з цими умовами міського насильства.
«Непередбачуваність снайпера і передбачення їм звичайної реакції з боку поліції збільшує ймовірність поранення або загибелі поліцейських. Якщо послати поліцейських зі звичайною підготовкою проти збройної групи з партизанською підготовкою, то це ймовірно призведе до великих втрат серед поліцейських і втечі партизан».

Згідно з твердженням на сторінці 109 доповіді «Мета SWAT — забезпечення захисту підтримки, охорони, вогневої потужності і порятунку під час поліцейських операцій у ситуаціях, що характеризуються високим ступенем ризику, де спеціальна тактика необхідна для мінімізації втрат».
7лютого 2008 року облога і подальша перестрілка зі снайпером в Вінетке (Каліфорнія) призвела до першої загибелі співробітника команди SWAT (LAPD) за 41-річну історію його існування.

## Завдання SWAT
SWAT потрібно розуміти не тільки як назву а й класифікацію, під якою мають на увазі велику кількість різних правоохоронних спецпідрозділів, на які покладаються задачі по:
- звільнення заручників;
- забезпечення периметра безпеки проти снайперів під час візитів державних осіб;
- забезпечення більшої вогневої потужності в деяких ситуаціях, у тому числі проти підозрюваних, що забарикадувалися;
- порятунок поліцейських і цивільних які потрапили під обстріл;
- контртерористичні операції в містах США;
- вирішення ситуацій, що характеризуються високим ризиком при мінімумі смертей, поранень і пошкоджень власності;
- вирішення ситуацій з особами, які забарикадувалися (для цього спеціально створений підрозділ Hostage Barricade Team);
- стабілізація ситуацій з самогубцями, що характеризуються високим ризиком;
- забезпечення підтримки при рейдах проти наркомафії, арешти за судовим ордером, обшуках підозрюваних;
- забезпечення підтримки на особливих заходах;
- стабілізація небезпечних ситуацій при зіткненні зі злочинцями (такими як расисти, серійні вбивці, гангстери);
- боротьба з вуличними безладами.

## Відомі події і їх вплив на тактику поліції

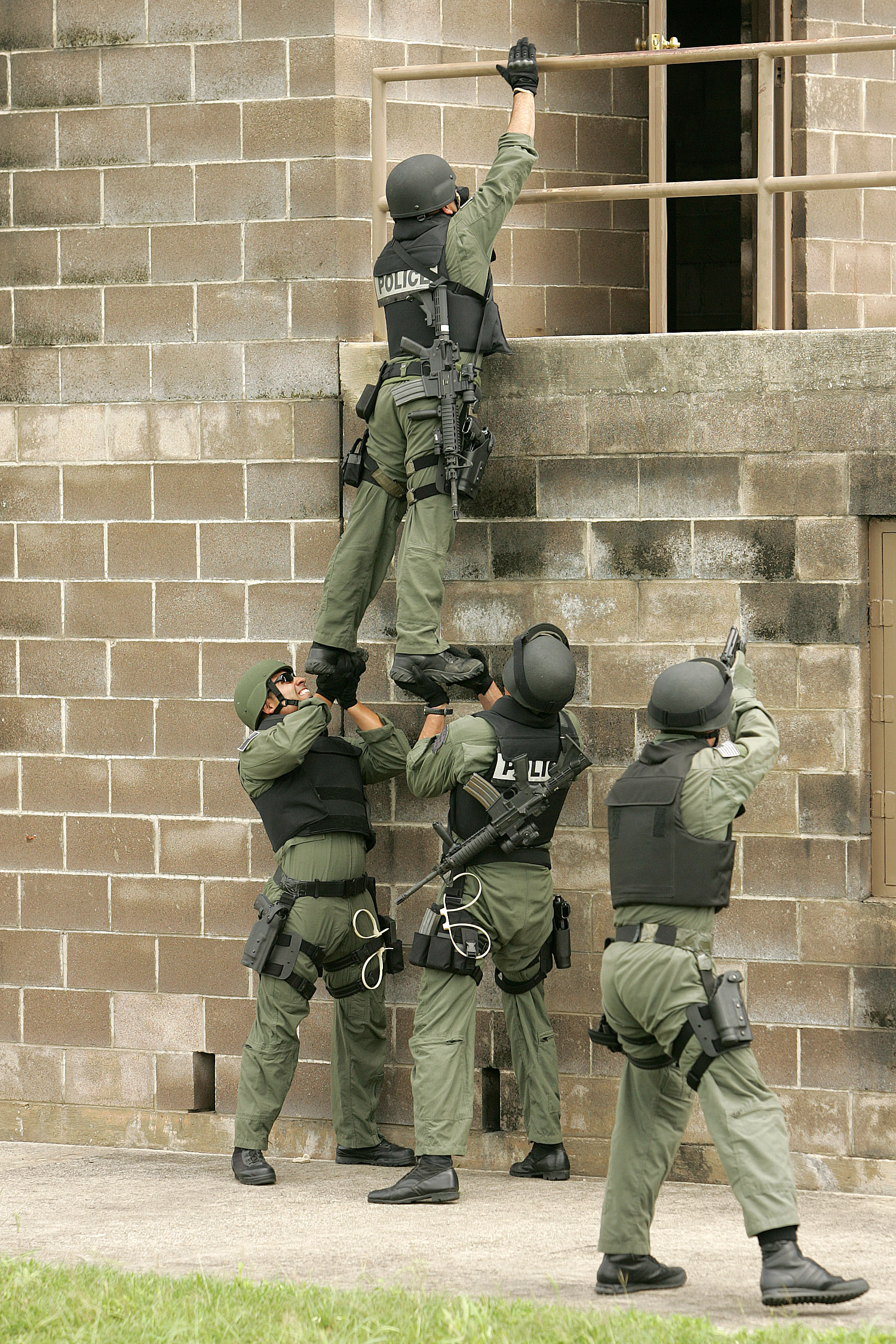
Тренування загону SWAT охорони авіабази ВПС США Лекленд

Першим широко відомим застосуванням лос-анджелеського загону SWAT стало чотирьохгодинне протистояння з членами організації «Чорні Пантери» 9 грудня 1969 року. У підсумку «Пантери» здалися, були поранені три бойовики і троє поліцейських. З 1974 року областю дії лос-анджелеського загону є місто і округ Лос-Анджелеса.
17 травня 1974 члени групи, яка називала себе Сімбіоністська армія звільнення(SLA), забарикадувалися в будівлі на 54-й Іст Комптон Авеню Лос-Анджелеса. Репортажі про облогу привертали увагу мільйонів телеглядачів і радіослухачів, обговорювалися й у світовій пресі. Переговори з забарикадованими бойовиками велися при кожному випадку, головним чином до і після пуску сльозогінного газу. Поліцейські не застосовували зброю до тих пір, поки бойовики SLA не дали по ним кілька залпів з напівавтоматичного і автоматичної зброї. Незважаючи на 3772 постріл, зроблених бойовиками, від їх вогню не постраждали ні поліцейські, ні мирні громадяни. В ході перестрілки всередині будівлі спалахнула пожежа. Причини її виникнення офіційно неясні, хоча поліцейські джерела посилаються на випадкову кулю, яка запалила пляшку з коктейлем Молотова, яка була в одного з бойовиків. Інші підозрюють, що причиною стало займання хімікалій, що містяться в гранатах із сльозогінним газом, які періодично використовувала поліція. Всі шестеро злочинців отримали численні кульові поранення і загинули в подальшій пожежі.
Після боїв з добре озброєними бойовиками SLA команди SWAT перетворилися в команди з 10 бійців, кожна з яких у свою чергу складається з двох
взводів (званих елементи) по п'ять чоловік. «Елемент» складається з лідера (командира), двох штурмовиків, розвідника і бійця, прикриває тил. Звичайний комплект озброєння включає снайперську гвинтівку (зазвичай самозарядна 243-калібру позаяк вона більш зручна для використання), двінапівавтоматичні гвинтівки 223-калібру і два дробовика. Поліцейські команди SWAT також озброєні револьверами, які носяться в наплічній кобурі. Звичайний комплект спорядження має нашивку з ім'ям, набір інструментів, рукавички і протигаз. Також команди SWAT були оснащені бронежилетами і автоматичною зброєю різних типів. У той же час звичайні поліцейські залишалися озброєні тільки шестизарядними револьверами і дробовиками.

## Організація

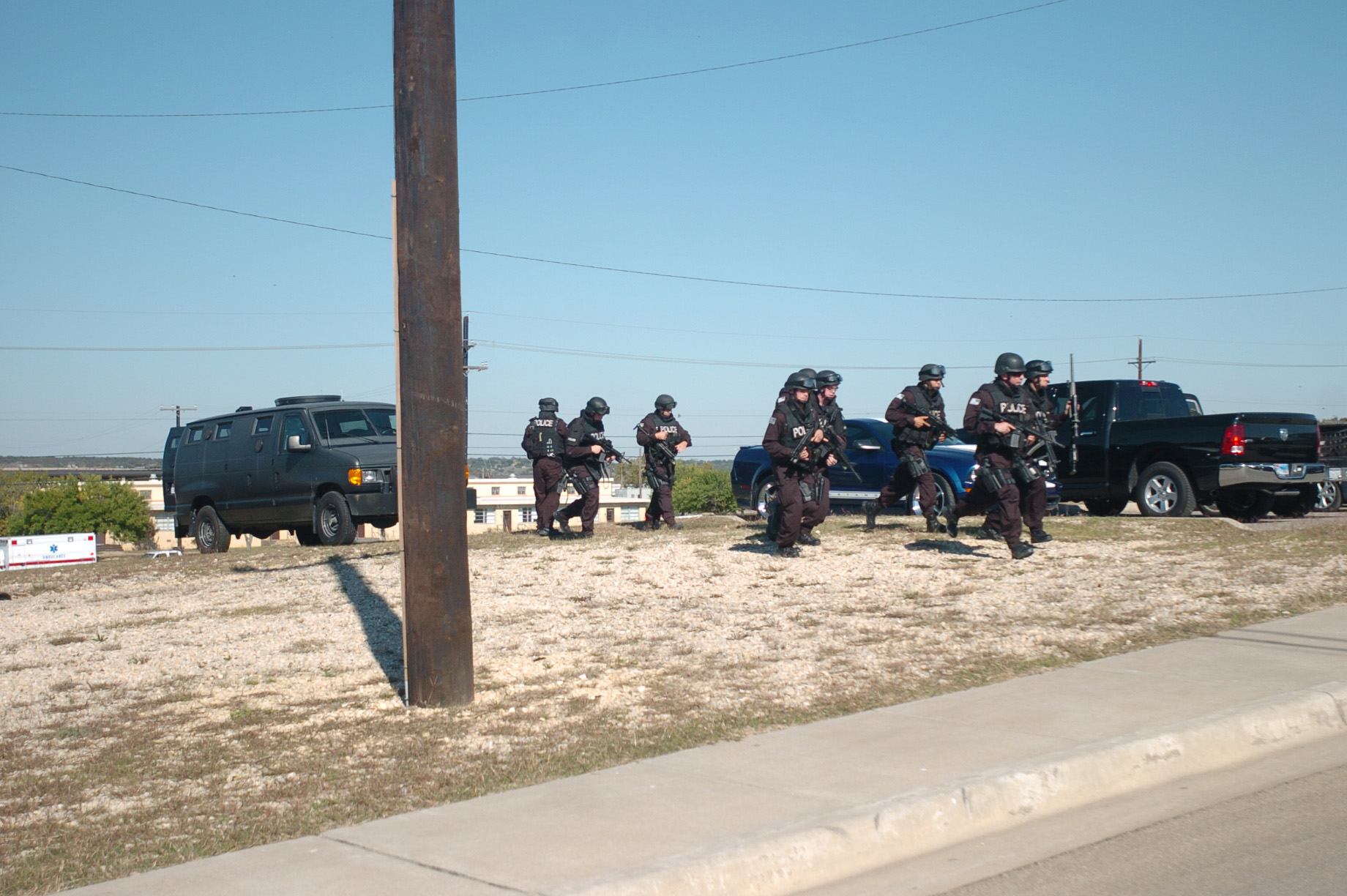
Команда SWAT на підході до будівлі на військовій базі в Форті Худ, штат Техас, де Нідалом Маліком Хасаном були вбиті тринадцять чоловік і понад 30 поранено 5 листопада 2009 року. Фото сержанта Армії США Джейсона Кравчика

Як правило, співробітники SWAT зазвичай несуть повсякденну службу як і інші поліцейські, але їх у будь-який момент можна зібрати, зробивши виклики на пейджери, мобільні телефони або радіоприймачі. Навіть у великих поліцейських управліннях, таких як Поліцейський департамент Лос-Анджелеса персонал SWAT зазвичай використовується в ролі патрульних, оскільки, вони більш підготовлені і небезпечні ніж звичайний поліцейський патруль, але при несенні звичайної служби вони не беруть із собою свій особливий захист і зброю.
Персонал SWAT, хоч і готовий до виклику, але більшу частину службового часу проводить в регулярних патрулях. Щоб скоротити час реагування при виникненні серйозних ситуацій, що вимагають прямого втручання SWAT зараз широко використовується метод розміщення екіпірування та озброєння SWAT в захищених ящиках багажників спеціальних поліцейських джипів. Цього потребують шерифи, зважаючи на великі розмірів їх округів і напруженого дорожнього руху в Лос-Анджелесі. LAPD використовує джипи вже укомплектованими поліцейськими, оскільки вони можуть не встигнути повернутися в будівлі поліції при виклику. (Хоча при виникненні складної ситуації їм може знадобитися більш важке озброєння).
Сайт LAPD показує, що в 2003 році їх загони SWAT, були задіяні 255 разів: за 133 викликам SWAT і 122 затримань небезпечних злочинців.
Загін надзвичайної служби Нью-Йоркського департаменту поліції (NYPD Emergency Service Unit) один з декількох загонів цивільної поліції, який діє автономно всі 24 години на добу. Однак це загін часто виконує широке коло дій, включаючи обшук і пошук, витяг транспортних засобів, які зазвичай виконуються поліцейським департаментом або іншими службами.
Необхідність зібрати персонал, розсіяний на широкому просторі, потім і екіпірувати і проінструктувати його породжує довгий проміжок часу, між підняттям тривоги і розгортанням загону SWAT. Затримка реакції поліції 1999 року в ході бійні в школі «Колумбайн» призвели до змін у реакції поліції. Рядові поліцейські повинні були негайно розвернутися і нейтралізувати вуличного стрільця, замість того, щоб утворити периметр і чекати прибуття загону SWAT.

## FBI SWAT
Команди SWAT ФБР (FBI SWAT) — спеціальні бойові підрозділи Федерального бюро розслідувань (ФБР), еквівалент поліцейського SWAT. Вони є при кожному з 56 регіональних відділів ФБР. У разі виникнення великомасштабних проблем, якщо місцеві правоохоронні органи не мають ресурсів для врегулювання ситуації, команди FBI SWAT з місцевого відділу, а також і із інших штатів можуть прибути для надання допомоги місцевій владі.
Структурно належить до відділу тактичних операцій групи з реагування на критичні інциденти ФБР.

## Підготовка
Поліцейські SWAT набираються з добровольців з власних організацій по виконанню закону. Залежно від політики, що проводиться департаментом кандидати повинні відслужити мінімальний термін у лавах департаменту перед визнанням придатними для спеціальних відділів, таких як SWAT. Ця вимога до терміну перебування на посаді засноване на факті, що поліцейські SWAT все ще є співробітниками охорони закону і повинні досконально знати політику, що проводиться департаментами і поліцейські процедури.
Кандидати в загін SWAT піддаються ретельному відбору та підготовці. Кандидати повинні пройти випробування фізичної спритності, усне, письмове та психологічне тестування, щоб довести, що вони не тільки фізично, а й психологічно придатні до бойових операцій.
Особлива увага приділяється фізичній підготовці, оскільки поліцейський повинен бути готовим до тягот бойових операцій. Після відбору потенційний співробітник повинен пройти численні курси, які перетворять його на повністю кваліфікованого бійця SWAT. Поліцейські тренуються в міткою стрільби для розвитку майстерності ретельної стрільби. Інше навчання, яке може бути преподано потенційному співробітнику — це робота з вибухівкою, снайперська підготовка, захисна тактика, перша допомога, переговори, робота зі службовими собаками, техніка скелелазіння і спуску на тросах, використання спеціальної зброї і амуніції. Співробітники можуть пройти Спеціалізована підготовку у поводженні з гумовими кулями, світлошумовими гранатами, використання методів контролю над натовпом і спеціальної нелетальної амуніції. Головний наголос робиться на підготовку до ближнього бою, оскільки це і буде основним завданням співробітника SWAT.

## Спорядження
Спорядження команд SWAT розроблено для різноманітних особливих ситуацій, включаючи ближній бій в міському середовищі. Види спорядження розрізняються у загонів, але в загальних рисах проявляються постійні тенденції.

### Озброєння
При всьому широкому різномаїтті озброєння команд SWAT найбільш часто використовуються пістолети-кулемети, автомати, рушниці і снайперські гвинтівки. Допоміжні тактичні засоби — це поліцейські собаки, світлошумові гранати і гранати зі сльозогінним газом.
- Найбільш популярні пістолети — напівавтоматичні пістолети серій M1911, Sig Sauer[8] (особливо SIG-Sauer P226 та P229), Beretta 92,[8] Glock, HK USP,[8] и 5,7×28 мм (бронебійні) пістолет FN Five-seven.
- Найбільш популярні пістолети-кулемети — 9мм and 10 мм Heckler & Koch MP5, Heckler & Koch UMP і 5,7×28 мм FN P90.
- Найбільш популярні рушниці — Benelli M1, Benelli M1014, Remington 870, Mossberg 500.[8]
- Найбільш популярні автомати — Colt CAR-15[9] & M4[10] и Heckler & Koch G36 & HK 416. Хоча команди SWAT і збільшили свою точність у бою на дальній дистанції, але все ж компактний розмір зброї важливий, оскільки загони SWAT часто діють в ближньому бою. Якщо необхідно далекобійна зброя, стрільці SWAT використовують Кольт M16A2.
- Найбільш популярні снайперські гвинтівки — M14 и Remington 700P SWAT застосовує безліч видів гвинтівок з поздовжньо-ковзним затвором. Для менш напружених ситуацій використовуються снайперські гвинтівки калібру 0.50 з поздовжньо-ковзним затвором.
- Як захист бійці SWAT використовують тактичний бронежилет HRM Tactical Vest з класом захисту III-A (за стандартами США), який здатний захистити від куль легкої зброї (включаючи дріб), при цьому вага бронежилета залишається в межах норми, на відміну від важких армійських бронежилетів з більш високим класом захисту.

Для швидкого злому дверей (замків, петель або руйнування дверної рами цілком) можуть використовуватися тарани, дробовики з зламують зарядами, вибухові пакети. Команди SWAT також використовують нелетальної зброя: тазери, балончики з перцевою сумішшю, дробовики з гумовими набоями, зброю, що стріляє кульками з перцем (зазвичай це зброя для пейнтболу, але кульки замість фарби наповнені перцевим аерозолем), гранати зі сльозогінним газом, світлошумові гранати. Для ближнього бою (укриття бійців і відображення пострілів) використовуються балістичні щити.

### Транспортні засоби

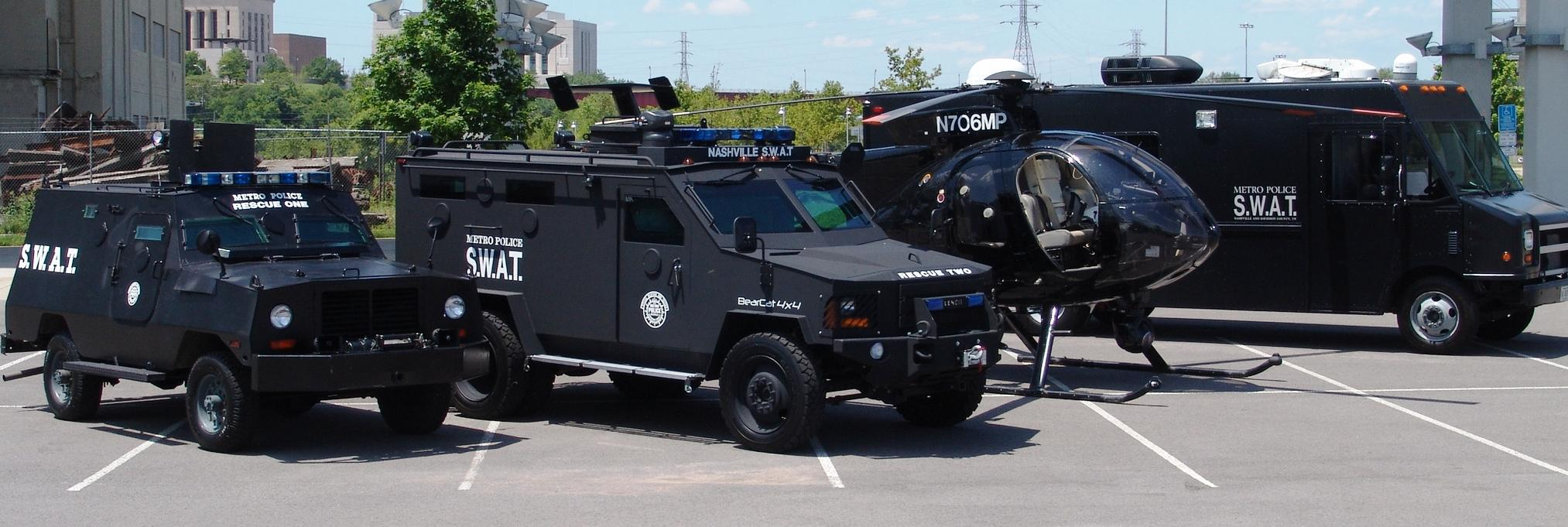
Транспортні засоби SWAT департаменту поліції Нешвілла

Загони SWAT можуть використовувати ARV (Armored Rescue Vehicle — броньовані рятувальні машини) зокрема в ході бойових операцій, при штурмі, при порятунку поліцейських і цивільних, що дістали поранення. Вертольоти можуть використовуватися для повітряної розвідки і навіть при штурмі або спуску з тросів. Для уникнення виявлення підозрюваними в ході операцій в містах загони SWAT можуть використовувати модифіковані автобуси, фургони, вантажівки та інші транспортні засоби, які виглядають як звичайні машини.
Загін Special Response Team (SRT) служби Дорожній патруль штату Огайо використовував спеціальний великий броньований автомобіль BEAR виробництва Lenco Engineering зі сходами на даху для входу на другі і треті поверхи будівель. Зараз BEAR і його менший варіант BearCat використовують багато поліцейські управління, в тому числі LAPD, LASD, і NYPD. Департамент поліції Анагайма використовує перероблений BEAR, оснащений сходами для штурму багатоповерхових будівель.
Команда SOT (Special Operations Team) департаменту поліції Тулс використовує бронетранспортер Alvis Saracen британського виробництва, перероблений для їх потреб. На даху встановлено пристрій Night Sun, а спереду — гідравлічний таран. Бронетранспортер використовується у випадку виникнення надзвичайних ситуацій при виконанні судових ордерів. Він дав можливість членам команди пересуватися безпечно з точки в точку.
Поліцейські департаментів Кілина й Остіна (Техас) і округу Колумбія, Дорожня поліція Флориди використовують Cadillac Gage Ranger.

## Аналоги
- Австрія: EKO Cobra (абр. від нім. Einsatzkommando Cobra, укр. Оперативна група Кобра) — спеціальний підрозділ Федеральної поліції Австрії;
- Бельгія: DSU (абр. від англ. Directorate of special units, нід. Directie van de speciale eenheden, укр. Управління спеціальних підрозділів) — спеціальні підрозділи Федеральної поліції Бельгії;
- Бразилія: BOPE (абр. від порт. Batalhão de Operações Policiais Especiais, укр. Батальйон спеціальних поліцейських операцій) — спецпідрозділ військової поліції штату Ріо-де-Жанейро у Бразилії;
- Велика Британія: MO19 (абр. від англ. Specialist Firearms Command, укр. Спеціально озброєний підрозділ) — озброєний підрозділ поліції Сполученого Королівства Великої Британії та Ірландії;;
- Німеччина: SEK (абр. від нім. Spezialeinsatzkommando, укр. Загін спеціального призначення) — спеціальні тактичні підрозділи Федеральної поліції Німеччини;
- Іспанія: GEO (абр. від ісл. Grupo Especial de Operaciones, укр. Спеціальна група по операціям) — спеціальний підрозділ Національного поліцейського корпусу Іспанії, призначений для виконання небезпечних операцій;
- Італія: NOCS (абр. від італ. Nucleo Operativo Centrale di Sicurezza, укр. Центральний оперативний підрозділ безпеки) — спеціальний підрозділ Державної поліції Італії для проведення операцій з високим ступенем ризику;;
- Південна Корея: SOU (абр. від англ. Special Operation Unit, кор. 警察特攻隊, укр. Загін спеціальних операцій) — спеціальні підрозділи, що створені при управліннях поліції в містах і провінціях Республіки Корея та контролюються Національним поліцейським агентством;
- Росія: СОБР (абр. від рос. Специальный отряд быстрого реагирования, укр. Спеціальний загін швидкого реагування) — один з федеральних і регіональних спеціальних підрозділів Федеральної служби військ національної гвардії Російської Федерації;
- Україна: КОРД (Корпус оперативно-раптової дії) — поліція особливого призначеннях Головних управлінь Національної поліції в областях, Автономній Республіці Крим, м. Севастополі та м. Києві;
- Франція: RAID (абр. від фр. Recherche, Assistance, Intervention, Dissuasion, укр. Пошук, Допомога, Втручання, Стримування) — елітний підрозділ Національної поліції Франції;
- Японія: SAT (абр. від англ. Special Assault Team, яп. 特殊急襲部隊 (Tokushu Kyūshū Butai), укр. Спеціальна штурмова група) — спецпідрозділи при відділах громадської безпеки поліції префектур Національного поліційного агентства Японії.